# Kantei
Il Sōri-daijin Kantei (総理大臣官邸?), popolarmente Sōri Kantei (総理官邸?) o semplicemente Kantei (官邸?), è un complesso immobiliare di Tōkyō che ospita gli uffici e la residenza del Primo ministro del Giappone (Kōtei); lo stesso nome indica l'edificio all'interno del complesso che ospita i luoghi di rappresentanza del primo ministro e la sala in cui si riunisce il Gabinetto. Per metonimia, la parola indica anche il Gabinetto del Giappone.
L'indirizzo attuale è 2-3-1 Nagatachō, Chiyoda-ku, Tōkyō-to. Si affaccia al Palazzo della Dieta Nazionale.